# むつ都市圏
むつ都市圏（むつとしけん）とは、青森県むつ市を中心とする都市圏のこと。

## 概要
旧田名部町は昔から下北地方の中心として栄え、現在もマエダ本店やむつ松木屋、各種金融機関、下北最大の歓楽街があり、人が集まる商業の町である。
旧大湊町は港町として栄え、明治時代からは大日本帝国海軍が、現在では大湊基地と海上自衛隊大湊地方隊があり、田名部同様こちらも大湊駅前には歓楽街が存在する。
近年は田名部と大湊の中間であるむつ市中央町（旧大湊町）に続々と店舗が出店されている。
また下北弁という独自の方言が形成されている。
通勤者という面では、若干ながら野辺地町から通勤する人もいる。

## 定義
一般的な都市圏の定義については都市圏を参照のこと。

### 都市雇用圏（10% 通勤圏）
むつ市を中心市とする都市雇用圏（10 % 通勤圏）の人口は約7万人（2010年国勢調査基準）。
都市雇用圏（10 % 通勤圏）の変遷
- 10 % 通勤圏に入っていない自治体は、各統計年の欄で灰色かつ「-」で示す。

| 自治体 ('80) | 1980年                | 1990年                | 1995年                | 2000年                | 2005年                | 2010年                | 自治体 （現在） |
| ------------ | --------------------- | --------------------- | --------------------- | --------------------- | --------------------- | --------------------- | --------------- |
| 東通村       | むつ 都市圏 6万9913人 | むつ 都市圏 6万7326人 | むつ 都市圏 7万2995人 | むつ 都市圏 7万4997人 | むつ 都市圏 7万4697人 | むつ 都市圏 7万0781人 | 東通村          |
| むつ市       | むつ 都市圏 6万9913人 | むつ 都市圏 6万7326人 | むつ 都市圏 7万2995人 | むつ 都市圏 7万4997人 | むつ 都市圏 7万4697人 | むつ 都市圏 7万0781人 | むつ市          |
| 大畑町       | むつ 都市圏 6万9913人 | むつ 都市圏 6万7326人 | むつ 都市圏 7万2995人 | むつ 都市圏 7万4997人 | むつ 都市圏 7万4697人 | むつ 都市圏 7万0781人 | むつ市          |
| 川内町       | -                     | -                     | むつ 都市圏 7万2995人 | むつ 都市圏 7万4997人 | むつ 都市圏 7万4697人 | むつ 都市圏 7万0781人 | むつ市          |
| 脇野沢村     | -                     | -                     | -                     | むつ 都市圏 7万4997人 | むつ 都市圏 7万4697人 | むつ 都市圏 7万0781人 | むつ市          |
| 風間浦村     | -                     | -                     | -                     | -                     | むつ 都市圏 7万4697人 | むつ 都市圏 7万0781人 | 風間浦村        |

- 2005年3月14日 - むつ市に下北郡川内町、大畑町、脇野沢村を編入。

### 行政の取り組み
むつ市と大間町、東通村、風間浦村、佐井村は定住自立圏形成協定を2015年に結び、下北圏域定住自立圏を形成している。

## 地域メディア
- FMむつ（FMアジュール）（むつ市）